# Bazoilles-sur-Meuse
Bazoilles-sur-Meuse là một xã, nằm ở tỉnh Vosges trong vùng Grand Est của Pháp. Xã này có diện tích 21,25 kilômét vuông, dân số năm 1999 là 631 người. Xã này nằm ở khu vực có độ cao từ 284–408 m trên mực nước biển.
Dân địa phương tiếng Pháp gọi là Bazouillards.

## Biến động dân số
| 1962                                         | 1968 | 1975 | 1982 | 1990 | 1999 |
| -------------------------------------------- | ---- | ---- | ---- | ---- | ---- |
| 450                                          | 506  | 534  | 656  | 649  | 631  |
| Số liệu từ năm 1962: Dân số không tính trùng |      |      |      |      |      |